# Javali-japonês
O javali-japonês (Sus scrofa leucomystax) (em japonês: ニホンイノシシ nihon-inoshishi, ou 山鯨 yama kujira, literalmente "baleia da montanha"), é uma subespécie de javali nativa de todo o Japão, além de Hokkaido e das Ilhas Ryukyu.

## Descrição

### Dimensões
Pode alcançar até 120 cm de comprimento e 70 cm de altura na cernelha, com um peso que supera os 100 kg.

### Características
Em comparação com o javali eurasiático, esta espécie exibe uma aparência mais robusta e arredondada, destacando-se pela cabeça menor e mais alongada, além das orelhas pequenas e densamente cobertas por pelos. Suas cerdas, curtas e reluzentes, apresentam uma coloração cinzenta com tons grisalhos-escuros na região da cabeça, flancos e dorso. Já o ventre e a parte interna das patas, que possuem tonalidades enegrecidas, são esbranquiçados. A cauda e o focinho também exibem uma cor branca, característica que inspirou o nome científico da subespécie (leucomystax, que significa "com bigodes brancos"). A testa, os ombros e a linha ao longo da espinha dorsal são cobertas por cerdas castanho-douradas mescladas com grisalho-escuro.

## Habitat e distribuição

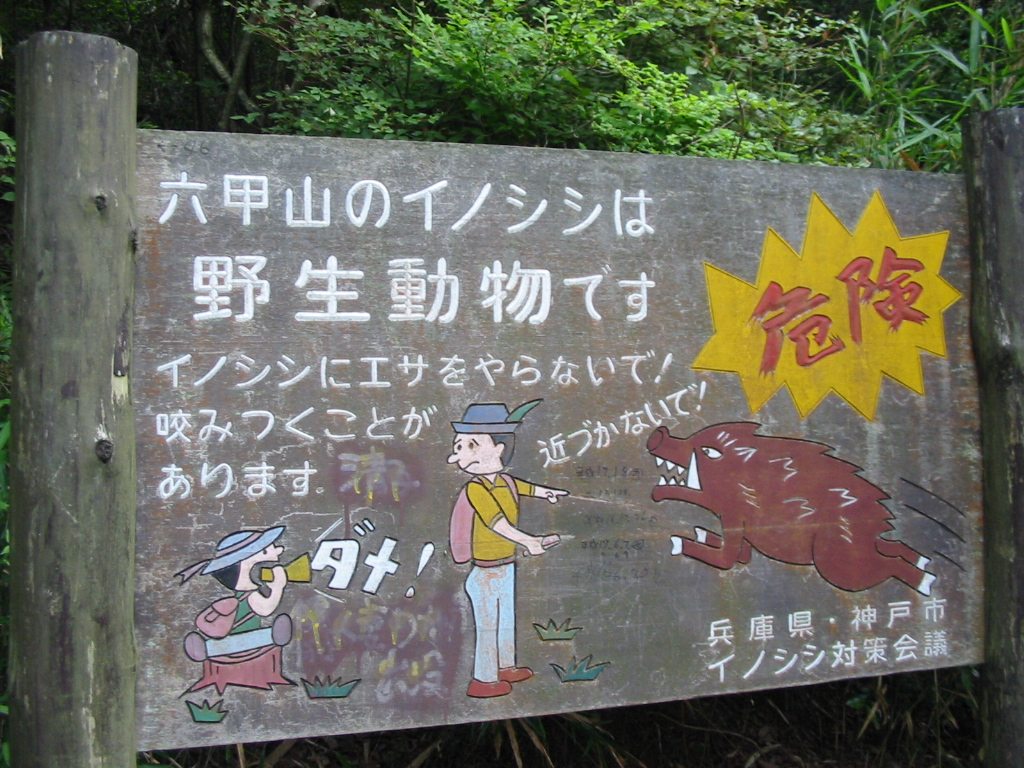
Placa alertando visitantes sobre possíveis travessias de javalis em Ashiya (Prefeitura de Hyogo)

O javali-japonês, como seu nome indica, vive predominantemente no centro e sul do Japão, sendo encontrado nas ilhas de Kyūshū e Shikoku, além das regiões centro-leste e sul da ilha de Honshū. Costuma habitar florestas montanhosas maduras e zonas arbustivas, especialmente em locais onde há poças d'água permanentes, evitando áreas com formações rochosas. Além disso, eles podem ocasionalmente abandonar seus habitats e explorar campos, ou até mesmo se deslocar para áreas urbanas e residenciais, onde acabam se aventurando ou se perdendo. Às vezes, os militares são mobilizados para evitar incursões de javalis, instalando cercas e armadilhas.

## Biologia
Esses animais têm hábitos principalmente crepusculares e noturnos. No entanto, em regiões pouco influenciadas pela presença humana, podem ser encontrados durante o dia. Fêmeas e machos jovens costumam formar grupos de aproximadamente dez indivíduos, enquanto os machos mais velhos vivem solitários durante a maior parte do ano, aproximando-se das fêmeas apenas no período de reprodução.

### Alimentação
Consomem praticamente tudo que aparece em seu caminho, com grande parte de sua dieta baseada em material vegetal, como bolotas, frutas, tubérculos e bagas. No entanto, também não hesitam em incluir insetos, outros invertebrados, pequenos vertebrados, ovos e até carcaças de animais mortos, sempre que tiverem a chance.

### Reprodução
Na época de acasalamento, os machos adultos envolvem-se em disputas para conquistar grupos de fêmeas férteis com quem possam procriar. Apesar de o combate físico e sangrento ser raro, ele é geralmente antecedido por uma sequência de rituais intimidadores, projetados para afastar rivais menos competitivos.
A gestação dura pouco mais de três meses, ao término dos quais a fêmea, após se afastar de seu bando, dá à luz até 15 filhotes, caracterizados por suas pelagens listradas, em meio à vegetação densa. Os filhotes permanecem escondidos durante cerca de uma semana e, logo depois, começam a acompanhar a mãe em seus deslocamentos. Extremamente protetora, a fêmea torna-se potencialmente perigosa nesse período, atacando qualquer ser vivo próximo que possa representar uma ameaça para seus filhotes, seja um passante desprevenido ou um predador agressivo.
Os filhotes se separam da mãe por volta de um ano de idade, geralmente durante o início de uma nova temporada de acasalamento, quando os grandes machos os afastam de forma brusca para acasalar com a fêmea.

## Predadores
Em várias regiões do Japão, os javalis-japoneses têm os humanos como seus principais predadores. Embora o urso-negro-japonês (Ursus thibetanus japonicus) seja predominantemente herbívoro, ocasionalmente ele se alimenta de javalis. Já o urso-pardo-de-ussuri (Ursus arctos lasiotus), sendo onívoro, desenvolveu estratégias para caçá-los. Historicamente, o lobo-de-honshū ou lobo-japonês (Canis lupus hodophilax) era considerado o principal predador natural dos javalis, mas acredita-se que essa espécie tenha sido extinta. Diante disso, a Japan Wolf Association vem defendendo a reintrodução dos lobos no ecossistema japonês, com o objetivo de restaurar o equilíbrio ambiental e controlar o aumento populacional de veados e javalis. Contudo, essa proposta enfrenta forte resistência por parte da opinião pública.

## Genética
Em 2021, estudos sobre o genoma de diversos javalis da região de Fukushima revelaram que, após o desastre nuclear, houve casos de hibridação entre os javalis e porcos-domésticos que foram deixados à própria sorte na natureza, totalizando cerca de 30.000 animais abandonados.

## Presença após o desastre nuclear de Fukushima
Após o desastre nuclear de Fukushima em março de 2011, o javali-japonês desceu das montanhas e passou a ocupar cidades e vilas dentro da zona de exclusão, temporariamente evacuadas. Estudos de DNA realizados alguns anos depois mostraram que a espécie prosperou nesse ambiente e acabou cruzando com porcos-domésticos que haviam escapado, originando híbridos conhecidos como javaporcos. Em comparação aos porcos-domésticos fugitivos, os javalis demonstraram maior adaptação para viver na região. Com o passar do tempo, os genes dos porcos-domésticos tendem a desaparecer gradualmente, à medida que os híbridos continuam se reproduzindo com os javalis selvagens puros, que são mais numerosos.

## Na cultura

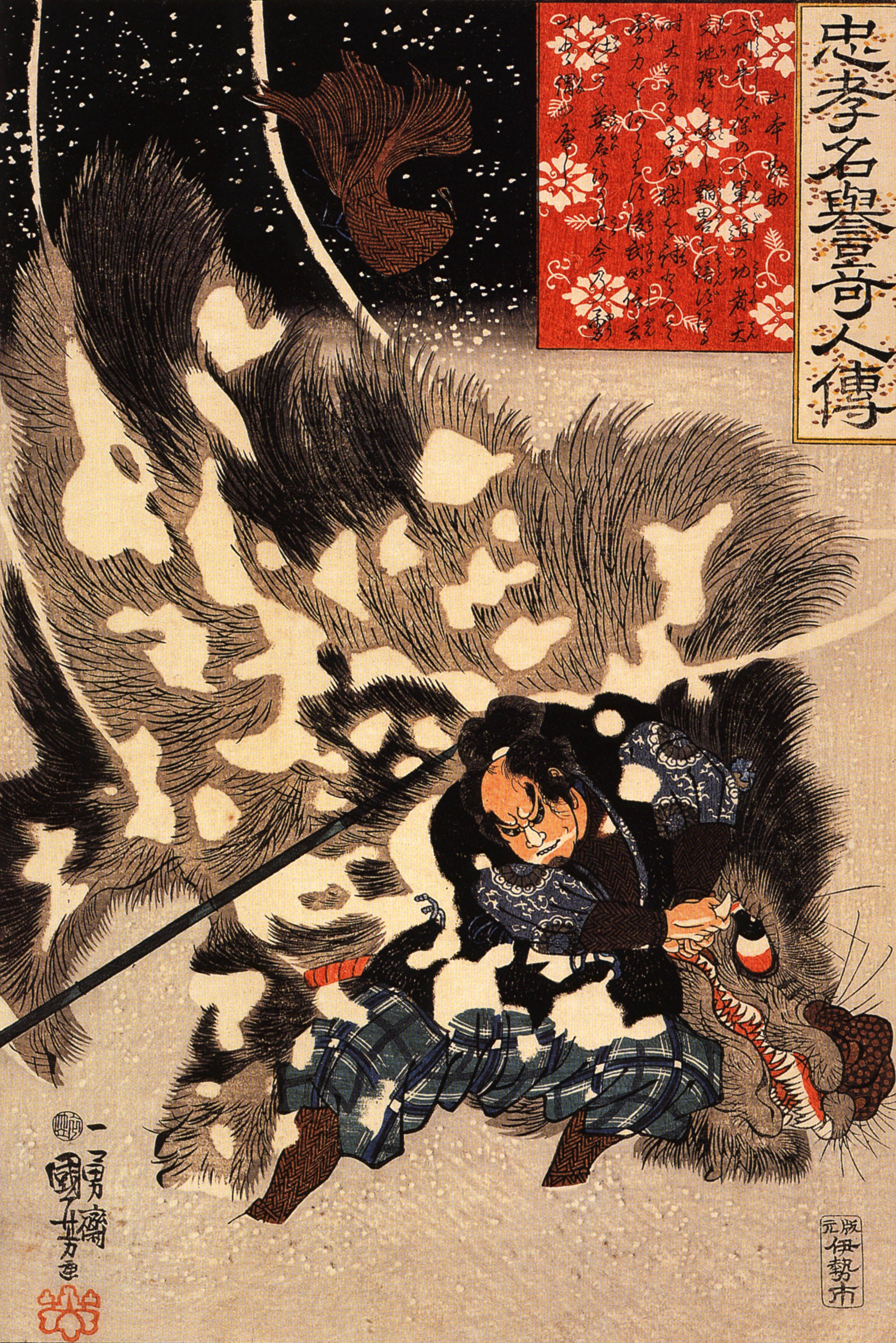
Yamamoto Kansuke lutando contra um javali gigante, por Utagawa Kuniyoshi

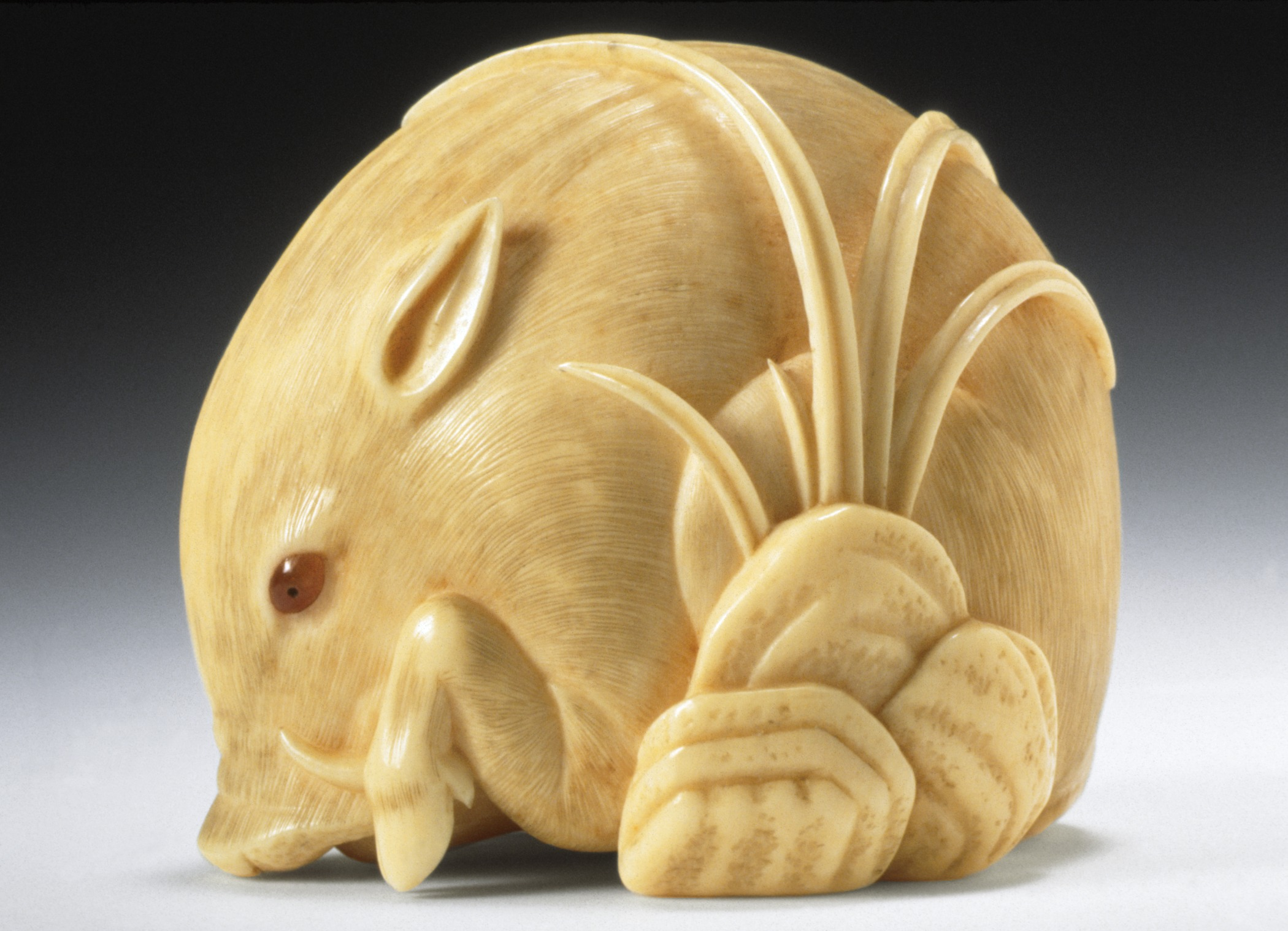
Escultura de javali feita de marfim, incrustada e pintada por sumi, datada do final do século XIX do Japão, Museu de Arte do Condado de Los Angeles

O javali ocupa um papel significativo na cultura japonesa, sendo amplamente considerado um animal temível e impulsivo. Essa reputação é tão enraizada que diversas palavras e expressões em japonês relacionadas à imprudência fazem alusão aos javalis. No zodíaco chinês, ele é o último dos doze animais, e acredita-se que aqueles nascidos no ano do Porco incorporem qualidades típicas do javali, como determinação e ímpeto.
Além disso, o javali simboliza fertilidade e prosperidade. Sua conexão com a prosperidade ficou evidente durante o período Meiji, quando sua imagem figurava na nota de ¥ 10. Na época, haveria quem acreditasse que manter um tufo de pelos de javali na carteira poderia atrair riqueza.
O animal também é um tema recorrente na arte e na literatura japonesa. Ele aparece frequentemente nas esculturas de netsuke e é mencionado no Kojiki (711-712), a mais antiga crônica japonesa existente. Na poesia, sua primeira aparição registrada ocorre nas obras de Yamabe no Akahito. Ademais, devido à sua importância na dieta japonesa, a carne de javali recebeu uma exceção na proibição do consumo de carne decretada pelo Imperador Tenmu em 675.

## Ataques a humanos
Os javalis às vezes atacam humanos, como em um incidente de 2014, onde um operador de câmera japonês foi atacado por um javali.